# 长岐吴氏总祠
长岐吴氏总祠，是位于中国福建省宁德市柘荣县乍洋乡长岐村中心的一个清代古建筑，2011年7月入选第八批柘荣县文物保护单位。
长岐吴氏总祠是一座砖木构抬梁穿斗混合式单檐硬山顶的清代宗祠，始建年代待考，2008年重修。建筑坐西北朝东南，通面阔9.9米，通进深23.85米，占地面积236.12平方米，三合土地面。有三级台基，自上至下依次为正厅、下厅和门楼内埕。现总体较好地保留了清代风格，祠内存有3对旗杆夹和多块木匾。